# Лондонское общество физиков
Лондонское общество физиков (англ. Physical Society of London), также известное как Общество физиков (англ. Physical Society) — британское научное общество, существовавшее с 1874 по 1970 год.

## История Общества
Лондонское общество физиков создано 14 февраля 1874 года по инициативе Фредерика Гатри. В 1921 году было переименовано в Общество физиков. В 1932 году поглотило Оптическое общество Лондона.

## Деятельность Общества
Лондонское общество физиков организовывало публичные лекции с демонстрацией физических эффектов. Это общество с самого начала имело своё издание. Издавало журнал Proceedings of the Physical Society с 1874 по 1967 год. Общество физиков установило традицию обучения общественности Англии в 19 и 20 веках, что обеспечило к началу 20 века утверждение профессии «физик». Это случилось отчасти благодаря деятельности этого общества, отчасти — в результате большого спроса научных разработок и исследований по физике, в основном, в течение Первой мировой войны.

## Реорганизация Общества
В 1917 году Совет Лондонского общества физиков совместно с Обществом Фарадея, Оптическим обществом Лондона и Обществом Рентгена начали искать пути улучшения профессионального статуса физиков. В результате в 1920 году был создан Институт физики. В 1960 году Общество физиков слилось с Институтом физики. В 1970 году Общество физиков было поглощено Институтом физики.

## Награды Общества
В 1970 году Общество физиков было удостоено Королевской награды (Royal Charter) за формирование традиции научного образования общественности.

## Президенты Общества
- 1874−1876 Джон Холл Гладстон
- 1876−1878 Джордж Кэри Фостер[англ.]
- 1878−1880 Виллиам Гриллс Адамс[англ.]
- 1880−1882 Уильям Томсон, лорд Кельвин
- 1882−1884 Роберт Беллами Клифтон[англ.]
- 1884−1886 Гатри, Фредерик
- 1886−1888 Бальфур Стюарт
- 1888−1890 Арнольд Виллиам Рейнольд[англ.]
- 1890−1892 Виллиам Эдворд Айртон[англ.]
- 1892−1893 Джордж Френсис Фицджеральд
- 1893−1895 Артур Виллиам Рюкер[англ.]
- 1895−1897 Уильям де Уайвлесли Эбней
- 1897−1899 Шелфорд Бридвел[англ.]
- 1899−1901 Сэр Оливер Джозеф Лодж
- 1901−1903 Сильванус Филипс Томсон[англ.]
- 1903−1905 Ричард Глэйзбрук
- 1905−1906 Джон Генри Пойнтинг
- 1906−1908 Джон Перри[англ.]
- 1908−1910 Чарльз Чри[англ.]
- 1910−1912 Хью Лонгборн Каллендар[англ.]
- 1912−1914 Артур Шустер
- 1914−1916 Джозеф Джон Томсон
- 1916−1918 Чарлес Бойс
- 1918−1920 Чарльз Херберт Лис
- 1920−1922 Уильям Генри Брэгг
- 1922−1924 Александр Руссель[англ.]
- 1924−1926 Франк Эдвард Смит[англ.]
- 1926−1928 Сэр Оуэн Уилланс Ричардсон
- 1928−1930 Виллиам Экклз[англ.]
- 1930−1932 Артур Стэнли Эддингтон
- 1932−1934 Александр Оливер Рэнкин[англ.]
- 1934−1936 Джон Уильям Стретт, лорд Рэлей
- 1936−1938 Томас Смит
- 1938−1941 Алан Фергусон
- 1941−1943 Чарльз Галтон Дарвин
- 1943−1945 Эдвард Андраде[англ.]
- 1945−1947 Давид Брунт[англ.]
- 1947−1949 Георг Ингл Финч[англ.]
- 1949−1950 Сидни Чепмен
- 1950−1952 Лесли Флитвуд Батес
- 1952−1954 Ричард Ухиддингтон
- 1954−1956 Гарри Стюарт Уилсон Мэсси
- 1956−1958 Сэр Невилл Франсис Мотт
- 1958−1960 Джон А Рэдклифф[англ.]
- 1960−1962 Джон Дуглас Кокрофт
- 1962−1964 Алан Вильсон[англ.]
- 1964−1966 Гордон Сазерленд
- 1966−1968 Джеймс Тэйлор
- 1968−1970 Малькольм Р. Гэвин